# Common Unix Printing System
CUPS o Sistema d'impressió comú d'Unix (Common Unix Printing System en anglès) és un sistema d'impressió modular per a sistemes operatius de tipus Unix que permet que un ordinador actui com a servidor d'impressió.